# Deutsche Leichtathletik-Hallenmeisterschaften 1998
Die 45. Deutschen Leichtathletik-Hallenmeisterschaften fanden vom 14. bis 15. Februar 1998 im Glaspalast in Sindelfingen statt. 
Die 3 × 1000 m der Männer wurden am 22. Februar 1998 im Rahmen der Deutschen Jugend-Hallenmeisterschaften in Chemnitz ausgetragen. 

## Medaillengewinner

### Männer
| Disziplin      | Gold                                                                              | Leistung     | Silber                                                                          | Leistung     | Bronze                                                                           | Leistung       |
| -------------- | --------------------------------------------------------------------------------- | ------------ | ------------------------------------------------------------------------------- | ------------ | -------------------------------------------------------------------------------- | -------------- |
| 60 m           | Patrick Schneider (FV Salamander Kornwestheim)                                    | 6,64 s       | Andreas Koch (USC Mainz)                                                        | 6,65 s       | Holger Blume (TV Wattenscheid)                                                   | 6,72 s         |
| 200 m          | Holger Vogelgsang (VfL Sindelfingen)                                              | 21,20 s      | Thomas Lauinger (LG Karlsruhe)                                                  | 21,30 s      | Holger Blume (TV Wattenscheid)                                                   | 21,46 s        |
| 400 m          | Alexander Müller (LAC Halensee Berlin)                                            | 47,43 s      | Lars Figura (Werder Bremen)                                                     | 47,46 s      | Thomas Goller (Dresdner SC)                                                      | 48,21 s        |
| 800 m          | Nils Schumann (SV Creaton Großengottern)                                          | 1:48,77 min  | Nico Motchebon (LAC Quelle Fürth/München 1860)                                  | 1:49,16 min  | Rico Lieder (LAC Erdgas Chemnitz)                                                | 1:49,73 min    |
| 1500 m         | Dieter Baumann (TSV Bayer 04 Leverkusen)                                          | 3:44,70 min  | Thomas Kreutz (TV Herxheim)                                                     | 3:45,77 min  | Imram Sillah (Allgemeiner Rather Turnverein)                                     | 3:46,89 min    |
| 3000 m         | Dieter Baumann (TSV Bayer 04 Leverkusen)                                          | 7:53,90      | Carsten Schütz (TV Wattenscheid)                                                | 7:59,07 min  | Jirka Arndt (SC Charlottenburg)                                                  | 8:00,41 min    |
| 60 m Hürden    | Falk Balzer (TuS Jena)                                                            | 7,49 s       | Mike Fenner (LG Nike Berlin)                                                    | 7,52 s       | Jérôme Crews (MTG Mannheim)                                                      | 7,69 s         |
| 4 × 200 m      | VfL SindelfingenStefan Holz Michael Schwab Marc Kochan Holger Vogelsang           | 1:25,69 min  | FV Salamander KornwestheimTobias Röse Matthias Packeiser Bernd Pux Axel Weyhing | 1:27,17 min  | nicht vergeben                                                                   | nicht vergeben |
| 4 × 400 m      | LG Olympia DortmundUlrich Schnorrenberger Tobias Schlitzer Olaf Hense Marc Scheer | 3:11,85 min  | ASV KölnThorsten Knöpker Thomas Wagner Alexander Kuhnert Christian Ermert       | 3:14,24 min  | LG Potsdam LuftschiffhafenJörg Regenärmel Holger Laube Rayk Schulze Ronny Walter | 3:14,74 min    |
| 3 × 1000 m     | LAC Erdgas ChemnitzLars Kelpien Sören Salow Rico Lieder                           | 7:13,54 min  | SV Creaton GroßengotternMartin Weiß Ralf Aßmus Nils Schumann                    | 7:14,09 min  | LAC Veltins HochsauerlandSven Kost Michael Busch Torsten Kühn                    | 7:15,30 min    |
| 5000 m Gehen   | Andreas Erm (LAC Halensee Berlin)                                                 | 19:15,31 min | Denis Trautmann (LGV Gleina)                                                    | 19:27,04 min | Mike Trautmann (LGV Gleina)                                                      | 20:04,93 min   |
| Hochsprung     | Wolfgang Kreißig (MTG Mannheim)                                                   | 2,27 m       | Michael Stolle (TSV Bayer 04 Leverkusen)                                        | 2,24 m       | Anton Riepl (LAC Quelle Fürth/München 1860)                                      | 2,17 m         |
| Stabhochsprung | Michael Stolle (TSV Bayer 04 Leverkusen)                                          | 5,80 m       | Tim Lobinger (LT DSHS Köln)                                                     | 5,75 m       | Hendrik Hübner (TSV Bayer 04 Leverkusen)                                         | 5,55 m         |
| Weitsprung     | Kofi Amoah Prah (LAC Halensee Berlin)                                             | 7,85 m       | Konstantin Krause (LG Ohra-Hörselgas)                                           | 7,80 m       | Thomas Görtz (LG Kindelsberg Kreuztal)                                           | 7,66 m         |
| Dreisprung     | Charles Friedek (TSV Bayer 04 Leverkusen)                                         | 16,90 m      | Volker Ehmann (LAV Bayer Uerdingen/Dormagen)                                    | 16,18 m      | Tobias Pöss (LAC Quelle Fürth/München 1860)                                      | 15,89 m        |
| Kugelstoßen    | Oliver-Sven Buder (TV Wattenscheid)                                               | 21,06 m      | Michael Mertens (LG Göttingen)                                                  | 19,75 m      | Oliver Dück (LAC Quelle Fürth/München 1860)                                      | 19,42 m        |

### Frauen
| Disziplin      | Gold                                                                   | Leistung     | Silber                                                                  | Leistung     | Bronze                                                                 | Leistung     |
| -------------- | ---------------------------------------------------------------------- | ------------ | ----------------------------------------------------------------------- | ------------ | ---------------------------------------------------------------------- | ------------ |
| 60 m           | Melanie Paschke (TV Wattenscheid)                                      | 7,16 s       | Andrea Philipp (LG Olympia Dortmund)                                    | 7,25 s       | Birgit Rockmeier (LAG Mittlere Isar)                                   | 7,36 s       |
| 200 m          | Melanie Paschke (TV Wattenscheid)                                      | 22,72 s      | Birgit Rockmeier (LAG Mittlere Isar)                                    | 22,89 s      | Shanta Ghosh (LG DJK Erbach / SG St. Ingbert)                          | 23,62 s      |
| 400 m          | Grit Breuer (SC Magdeburg)                                             | 51,59 s      | Anja Knippel (Erfurter LAC)                                             | 52,12 s      | Uta Rohländer (SV Halle)                                               | 53,03 s      |
| 800 m          | Heike Meißner (LG Dresdner SC)                                         | 2:06,14 min  | Berit Bauer (LG Dresdner SC)                                            | 2:07,42 min  | Martina Hauke (SC Magdeburg)                                           | 2:07,61 min  |
| 1500 m         | Sylvia Kühnemund (SV Halle)                                            | 4:20,35 min  | Anne Bruns (LAV Meppen)                                                 | 4:20,86 min  | Luminita Zaituc (LG Braunschweig)                                      | 4:21,57 min  |
| 3000 m         | Luminita Zaituc (LG Braunschweig)                                      | 9:19,54 min  | Melanie Kraus (TSV Bayer 04 Leverkusen)                                 | 9:24,17 min  | Jana Franke (SC Charlottenburg)                                        | 9:32,00 min  |
| 60 m Hürden    | Caren Sonn (MTG Mannheim)                                              | 8,10 s       | Regina Ahlke (MTG Mannheim)                                             | 8,20 s       | Peggy Beer (LAC Halensee Berlin)                                       | 8,23 s       |
| 4 × 200 m      | USC MainzFlorence Ekpo-Umoh Ulrike Holzner Marion Wagner Mona Steigauf | 1:35,76 min  | LT DSHS KölnMelanie Chrzan Katja Werner Sandra Görigk Ingeborg Leschnik | 1:38,14 min  | TK HannoverAndrea Bethge Karin Janke Andrea Possienke Katrin Bartschat | 1:38,45 min  |
| 3000 m Gehen   | Gabriele Herold (LAZ Leipzig)                                          | 13:03,25 min | Denise Friedenberger (SC Charlottenburg)                                | 13:09,54 min | Annett Amberg (LAZ Leipzig)                                            | 13:17,90 min |
| Hochsprung     | Alina Astafei (MTG Mannheim)                                           | 1,96 m       | Heike Balck (Schweriner SC)                                             | 1,89 m       | Daniela Rath (TSV Bayer 04 Leverkusen)                                 | 1,89 m       |
| Stabhochsprung | Nicole Rieger (ASV Landau)                                             | 4,25 m       | Monika Götz (LAZ Kreis Würzburg)                                        | 4,20 m       | Yvonne Buschbaum (LG VfB Stuttgart/Stuttgarter Kickers)                | 4,15 m       |
| Weitsprung     | Claudia Gerhardt (LAV Bayer Uerdingen/Dormagen)                        | 6,50 m       | Sabine Braun (TV Wattenscheid)                                          | 6,49 m       | Inga Leiwesmeier (LC Paderborn)                                        | 6,37 m       |
| Dreisprung     | Petra Lobinger (TSV Bayer 04 Leverkusen)                               | 13,71 m      | Angela Barylla (TV Wattenscheid)                                        | 13,27 m      | Jacqueline Mau (LAC Erdgas Chemnitz)                                   | 12,98 m      |
| Kugelstoßen    | Nadine Kleinert (SC Magdeburg)                                         | 17,98 m      | Ines Wittich (TSV Bayer 04 Leverkusen)                                  | 17,48 m      | Nadine Banse (SC Neubrandenburg)                                       | 17,23 m      |